# Liga Distrital del Callao 2023
La Liga Distrital del Callao 2023 es la edición número 48 de la Liga Distrital de Fútbol del Callao. La Federación Peruana de Fútbol organiza y controla el desarrollo del torneo a través de la Comisión Organizadora de Competiciones. El campeón y subcampeón de este torneo clasifica al Interligas del Callao de la Copa Perú.
El nombre de este torneo fue "Jean Luck Saavedra Cirilo" en memoria del exjugador de Santa Marina Norte que fue asesinado antes del inicio del campeonato1.
El campeonato se definió en la última fecha siendo el ganador ADC que ganó por 4 a 0 a Sport Callao ganando su segundo título desde 2015, el segundo clasificado al Interligas fue Chalaca FC que goleó 18 a 0 a Atlético Pulenta, siendo la mayor goleada de la temporada, en tercer lugar quedó Santa Marina Norte. Los clubes relegados fueron Hacienda San Agustín y Atlético Pulenta.

## Sistema de competición

### Definición del título
Se juega en una liga única de ocho equipo bajo el sistema de todos contra todos a una rueda. El equipo que acumule mayor cantidad de puntos será el campeón. En caso de empate en puntos, se definirá a partido extra con prórroga y en caso de persistir se define por tanda de penaltis.

### Clasificación
El campeón y subcampeón de este torneo clasificará al Interligas del Callao de la Copa Perú 2023.

### Descenso
Los dos clubes peor ubicados serán relegados a la segunda división distrital.

## Equipos participantes
Los clubes más destacados son el Atlético Chalaco que ha sido ganador de la Primera División dos veces y el Santa Marina Norte que participó en la Segunda División de 1996.
Atlético Pulenta y Hacienda San Agustín fueron los promovidos de la segunda división distrital reemplazando los lugares de Cultural Gema y Sport Alianza. Apple Sport se retiró del torneo.
| Equipo                | Títulos | Fundación | Años campeón                                                       |
| --------------------- | ------- | --------- | ------------------------------------------------------------------ |
| ADB Callao            | 0       | 2015      | -                                                                  |
| ADC Callao            | 1       | 2010      | 2015.                                                              |
| Atlético Chalaco (CD) | 11      | 1902      | 1992, 1996, 1997, 2000, 2001, 2004, 2005, 2007, 2008, 2012 y 2022. |
| Atlético Pulenta      | 0       | -         | -                                                                  |
| Hacienda San Agustín  | 0       | -         | -                                                                  |
| Chalaca Fútbol Club   | 1       | 2018      | 2018.                                                              |
| Santa Marina Norte    | 2       | 1958      | 1986 y 1995.                                                       |
| Sport Callao          | 1       | 2017      | 2017.                                                              |

(CD) Campeón Defensor

## Clasificación

### Tabla de posiciones
| Pos. | Equipo                   | Pts | PJ | PG | PE | PP | GF | GC | Dif. | Clasificación              |
| ---- | ------------------------ | --- | -- | -- | -- | -- | -- | -- | ---- | -------------------------- |
| 1    | ADC Callao (C)           | 18  | 7  | 6  | 0  | 1  | 20 | 7  | +13  | Interligas del Callao 2023 |
| 2    | Chalaca FC               | 17  | 7  | 4  | 2  | 0  | 39 | 5  | +34  | Interligas del Callao 2023 |
| 3    | Santa Marina Norte       | 14  | 7  | 4  | 2  | 1  | 20 | 4  | +16  |                            |
| 4    | Atlético Chalaco         | 13  | 7  | 3  | 1  | 1  | 16 | 7  | +9   |                            |
| 5    | Sport Callao             | 9   | 7  | 3  | 0  | 2  | 8  | 15 | -7   |                            |
| 6    | ADB Callao               | 6   | 7  | 2  | 0  | 5  | 12 | 14 | -2   |                            |
| 7    | Hacienda San Agustín (D) | 4   | 7  | 1  | 1  | 5  | 9  | 25 | -16  | Segunda División 2024      |
| 8    | Atlético Pulenta (D)     | 0   | 7  | 0  | 0  | 7  | 2  | 49 | -47  | Segunda División 2024      |

(C) Campeón
(D) Descendido

### Evolución de la clasificación
| Equipo/Fecha         | 1 | 2 | 3 | 4 | 5 | 6 | 7 |
| -------------------- | - | - | - | - | - | - | - |
| ADB Callao           | 6 | 5 | 5 | 5 | 6 | 6 | 6 |
| ADC Callao           | 1 | 4 | 4 | 2 | 1 | 1 | 1 |
| Atlético Chalaco     | 3 | 1 | 2 | 4 | 3 | 4 | 4 |
| Atlético Pulenta     | 8 | 8 | 8 | 8 | 8 | 8 | 8 |
| Hacienda San Agustín | 7 | 7 | 7 | 7 | 7 | 7 | 7 |
| Chalaca Fútbol Club  | 2 | 2 | 3 | 3 | 2 | 2 | 2 |
| Santa Marina Norte   | 4 | 3 | 1 | 1 | 4 | 3 | 3 |
| Sport Callao         | 5 | 6 | 6 | 6 | 5 | 5 | 5 |

|                               |
|                               |
| Campeón ADC Callao 2.º título |

|                                              |                                                 |
| ADC Callao                                   | Chalaca FC                                      |
| Campeón Clasificado al Interligas del Callao | Subcampeón Clasificado al Interligas del Callao |

## Resultados
| Local              | Resultado | Visita               | Estadio                            | Fecha      | Hora  | TV             |
| ------------------ | --------- | -------------------- | ---------------------------------- | ---------- | ----- | -------------- |
| Santa Marina Norte | 1-0       | ADB Callao           | Villa Deportiva de Ventanilla Alta | 21 de mayo | 9:00  | Medios locales |
| Atlético Chalaco   | 3-2       | Sport Callao         | Villa Deportiva de Ventanilla Alta | 21 de mayo | 10:55 | Medios locales |
| ADC Callao         | 6-0       | Atlético Pulenta     | Villa Deportiva de Ventanilla Alta | 21 de mayo | 13:35 | Medios locales |
| Chalaca FC         | 7-2       | Hacienda San Agustín | Villa Deportiva de Ventanilla Alta | 21 de mayo | 15:30 | Medios locales |

| Local            | Resultado | Visita               | Estadio                            | Fecha      | Hora  | TV             |
| ---------------- | --------- | -------------------- | ---------------------------------- | ---------- | ----- | -------------- |
| Chalaca FC       | 3-1       | ADC Callao           | Villa Deportiva de Ventanilla Alta | 2 de junio | 9:00  | Medios locales |
| Atlético Chalaco | 7-0       | Atlético Pulenta     | Villa Deportiva de Ventanilla Alta | 2 de junio | 10:55 | Medios locales |
| Sport Callao     | 0-3       | Santa Marina Norte   | Villa Deportiva de Ventanilla Alta | 2 de junio | 13:35 | Medios locales |
| ADB Callao       | 3-0       | Hacienda San Agustín | Villa Deportiva de Ventanilla Alta | 2 de junio | 15:30 | Medios locales |

| Local            | Resultado | Visita               | Estadio                            | Fecha      | Hora  | TV             |
| ---------------- | --------- | -------------------- | ---------------------------------- | ---------- | ----- | -------------- |
| ADC Callao       | 5-3       | Hacienda San Agustín | Villa Deportiva de Ventanilla Alta | 4 de junio | 9:00  | Medios locales |
| ADB Callao       | 0-1       | Sport Callao         | Villa Deportiva de Ventanilla Alta | 4 de junio | 10:55 | Medios locales |
| Atlético Pulenta | 0-6       | Santa Marina Norte   | Villa Deportiva de Ventanilla Alta | 4 de junio | 13:35 | Medios locales |
| Chalaca FC       | 0-0       | Atlético Chalaco     | Villa Deportiva de Ventanilla Alta | 4 de junio | 15:30 | Medios locales |

| Local              | Resultado | Visita               | Estadio                            | Fecha       | Hora  | TV             |
| ------------------ | --------- | -------------------- | ---------------------------------- | ----------- | ----- | -------------- |
| ADB Callao         | 5-0       | Atlético Pulenta     | Villa Deportiva de Ventanilla Alta | 15 de junio | 9:00  | Medios locales |
| Sport Callao       | 2-0       | Hacienda San Agustín | Villa Deportiva de Ventanilla Alta | 15 de junio | 10:55 | Medios locales |
| ADC Callao         | 1-0       | Atlético Chalaco     | Villa Deportiva de Ventanilla Alta | 15 de junio | 13:35 | Medios locales |
| Santa Marina Norte | 0-0       | Chalaca FC           | Villa Deportiva de Ventanilla Alta | 15 de junio | 15:30 | Medios locales |

| Local              | Resultado | Visita               | Estadio                            | Fecha      | Hora  | TV             |
| ------------------ | --------- | -------------------- | ---------------------------------- | ---------- | ----- | -------------- |
| Sport Callao       | 4-0       | Atlético Pulenta     | Villa Deportiva de Ventanilla Alta | 2 de julio | 9:00  | Medios locales |
| Atlético Chalaco   | 6-1       | Hacienda San Agustín | Villa Deportiva de Ventanilla Alta | 2 de julio | 10:55 | Medios locales |
| Chalaca FC         | 6-1       | ADB Callao           | Villa Deportiva de Ventanilla Alta | 2 de julio | 13:35 | Medios locales |
| Santa Marina Norte | 0-1       | ADC Callao           | Villa Deportiva de Ventanilla Alta | 2 de julio | 15:30 | Medios locales |

| Local                | Resultado | Visita           | Estadio                            | Fecha      | Hora  | TV             |
| -------------------- | --------- | ---------------- | ---------------------------------- | ---------- | ----- | -------------- |
| Hacienda San Agustín | 3-2       | Atlético Pulenta | Villa Deportiva de Ventanilla Alta | 9 de julio | 9:00  | Medios locales |
| ADC Callao           | 2-1       | ADB Callao       | Villa Deportiva de Ventanilla Alta | 9 de julio | 10:55 | Medios locales |
| Chalaca FC           | 5-1       | Sport Callao     | Villa Deportiva de Ventanilla Alta | 9 de julio | 13:35 | Medios locales |
| Santa Marina Norte   | 4-2       | Atlético Chalaco | Villa Deportiva de Ventanilla Alta | 9 de julio | 15:30 | Medios locales |

| Local              | Resultado | Visita               | Estadio                            | Fecha       | Hora  | TV             |
| ------------------ | --------- | -------------------- | ---------------------------------- | ----------- | ----- | -------------- |
| Chalaca FC         | 18-0      | Atlético Pulenta     | Villa Deportiva de Ventanilla Alta | 16 de julio | 9:00  | Medios locales |
| Santa Marina Norte | 0-0       | Hacienda San Agustín | Villa Deportiva de Ventanilla Alta | 16 de julio | 10:55 | Medios locales |
| Atlético Chalaco   | 4-2       | ADB Callao           | Villa Deportiva de Ventanilla Alta | 16 de julio | 13:35 | Medios locales |
| Sport Callao       | 0-4       | ADC Callao           | Villa Deportiva de Ventanilla Alta | 16 de julio | 15:30 | Medios locales |